# Galerie Christoph Kühl

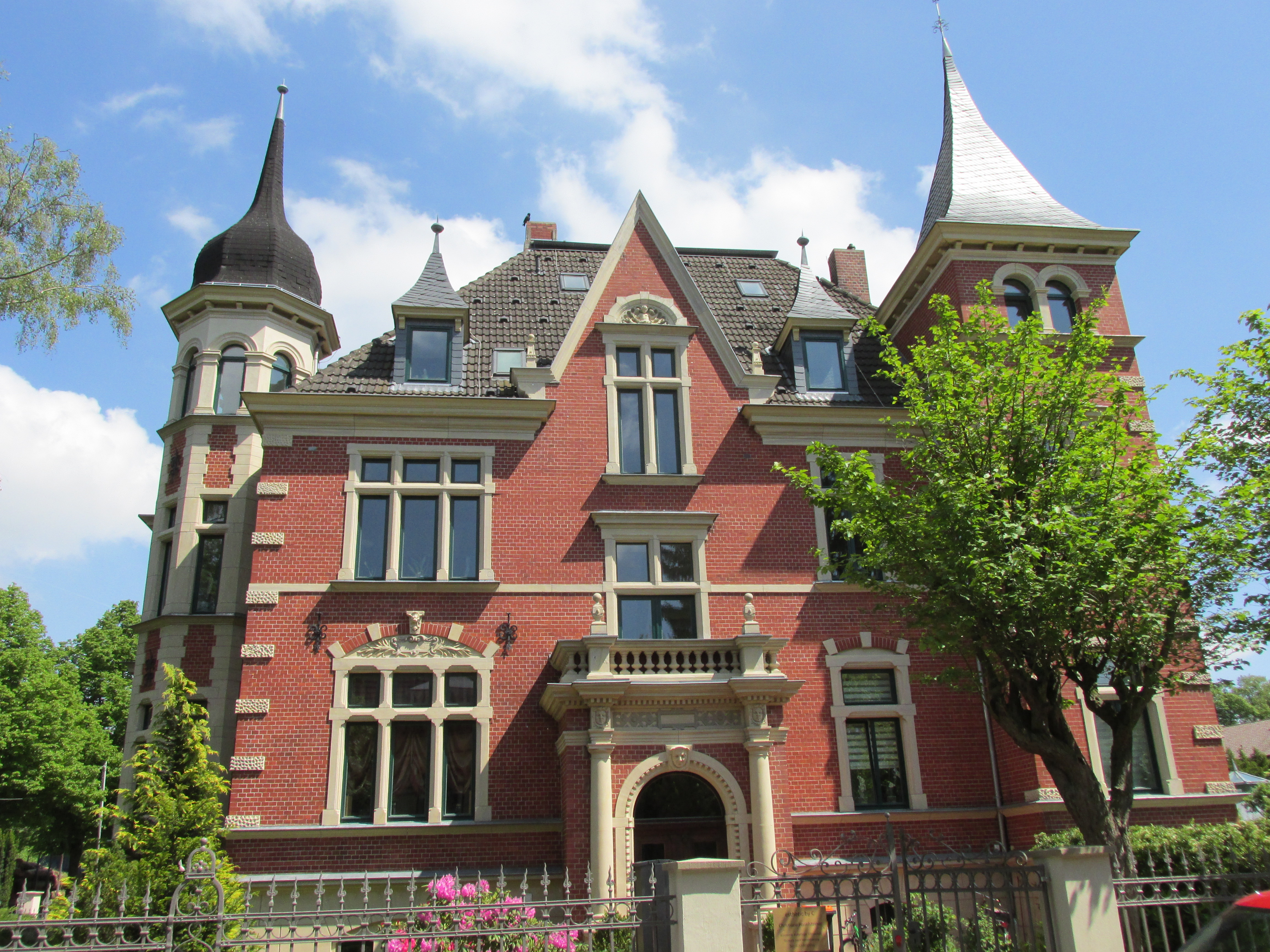
„Villa Fernblick“, ab 1967 Sitz der Galerie Kühl

Die Galerie Christoph Kühl, auch Kunstausstellung Christoph Kühl und Galerie Kühl genannt, war eine 1967 in Hannover gegründete Kunstgalerie. Namensgeber der in der Kaiser-Wilhelm-Straße 1 im hannoverschen Stadtteil Kirchrode ansässigen Einrichtung war der Galerist Christoph Kühl.

## Geschichte
Die Eröffnung der Galerie an der Tiergartenstraße titelte 1967 „Kunst des 20. Jahrhunderts. Grafik – Bilder – Plastik.“ Die Galerie zeigte neben Gemälden unter anderem auch Grafiken, Zeichnungen und Skulpturen, in Wechselausstellungen waren neben Druckgrafiken und anderen Werken der bildenden Kunst der Gegenwart insbesondere auch Arbeiten von Künstlern der Neuen Sachlichkeit zu sehen wie beispielsweise Erich Wegner. Die Galerie erinnerte Mitte der 1990er Jahre in einer gemeinsamen Rückschau mit der Dresdner Kunstausstellung Kühl an die Arbeiten von Grethe Jürgens, Ernst Thoms und Berthold Hellingrath, an Rudolf Schramm-Zittau, Hans Körnig, Gerhard Altenbourg, Hans Jüchser und anderen.
1996 widmete Kühl dem Künstler Carl Wiederhold eine eigene Ausstellung.
Ähnlich wie auch die Galerie Brusberg vertrat auch die Galerie Kühl den Künstler WP Eberhard Eggers.
Auf der Frankfurter Buchmesse vertrat Kühl sowohl seine eigene als auch als Repräsentant die Galerie J. H. Bauer aus der Burgstraße 25 in Hannover.

## Schriften, Künstler, Kataloge
- Conrad Felixmüller. Gemälde, Zeichnungen, Aquarelle, Druckgraphik, Einladungs-Faltblatt zur Kunstausstellung vom 25. April bis 1. Juni 1968, Hannover: Christoph Kühl, 1968
- Hans Körnig – Aquatinten. Vom 22. Februar bis 20. März 1968; 40 Illustrationen zu Franz Kafka: Der Prozess, Das Schloss, ferner Reise- und Städtezyklen; es spricht Prof. Dipl.-Ing. Heinz Röcke, [Einladung] mit zwei Blatt, Hannover, 1968
- Fritz Rudert – Aquarelle, Grafik, Ölbilder. Bruno Krell – Plastiken, Faltblatt mit einer Einladung zur Ausstellungs-Eröffnung am 24. März 1968, KMB-Kunstarchiv-Bestand, 1968
- Schriftfest in Sofia. Ausstellung von Josua Reichert vom 20. September bis 14. Oktober 1969 in der Galerie Kühl, Hannover, 1969
- Eugen Bachmann, Peter Kunz, Zeichnungen und Bilder, Hannover, 25. Mai bis 30. Juni 1970, Plakat, 1970 [Bestand der Schweizerischen Nationalbibliothek]
- Heinrich Müller. Gemälde, Zeichnungen, Graphik, Hannover-Kirchrode: Galerie Kühl, 1970
- WP Eberhard Eggers. Graphica Vitalis, Zeichnungen und Druckgraphik, graphische Zyklen, Report aus dem Paradies (die LSD-Zeichnungen und ihre Paraphrasen), die Maltes (= Katalog, Nr. 4), Blätter zur Ausstellung vom 14. Februar bis 28. März 1970 in der Galerie Kühl, Hannover, den Text zu den Malta-Zeichnungen schrieb Rudolf Jüdes, Hannover: Galerie Kühl, 1970
- WP Eberhard Eggers.  WPEE. Das graphische Werk. Wilhelm Paul Eberhard Eggers, Burgdorf; Hannover: Steintor-Verlag
  - Band 1: 1961–1970, hrsg. von Rudolf Jüdes, 1971
  - Band 2: 1971–1974, Hrsg. von Ernest L. Lowenstein, bearb. von Reinhold Behrens, 1975
  - Band 3: 1975–1981, hrsg. von Christoph Kühl, 1982, ISBN 3-922805-03-5
  - Band 4: 1982–1989, hrsg. von Michael Stoeber. Mit Textbeiträgen von Michael Stoeber und anderen und allen Nachträgen und Ergänzungen zu den vorliegenden Bänden 1, 2 und 3, Hannover: Galerie Kühl, 1990, ISBN 3-87585-144-7 und ISBN 3-87585-149-8
- Regschek, Ausstellung der Arbeiten von Kurt Regschek vom 18. September bis 4. November 1972, Hannover: Galerie Kühl, 1972
- Peter Proksch, Ausstellung in der Galerie Kühl vom 6. März bis 25. April 1974, Hannover-Kirchrode, 1974
- Jürgen Weber. Plastik – Zeichnung. Galerie Christoph Kühl, Hannover 25. August – 25. September 1976
- 10 Jahre Galerie Kühl, Katalog mit zahlreichen zum Teil farbigen Illustrationen zum 10-jährigen Gründungsjubiläum Galerie Kühl in Hannover. Mit einem Geleitwort von F. A. Teschemacher zur Geschichte der Galerie Kühl Hannover unter Berücksichtigung der Kunstausstellung Kühl Dresden. Mit einem Ausstellungsverzeichnis und einer besonderen Würdigung von Kurt Regschek, Max Sauk und WP Eberhard Eggers, [1977]
- Hans Maaß, mit einem Text aus einem chinesischen Malerbuch des 11. Jahrhunderts, Hannover: Galerie Christoph Kühl, [circa 1977]
- Sigrid Kopfermann – Berge und Rosen, Einladungs-Faltblatt zur Ausstellung vom 10. September bis 25. Oktober 1980 mit einer Eröffnungsrede von Joachim Büchner, 1980
- WP Eberhard Eggers bei Kühl 1980 – Neue Bilder, Zeichnungen + Grafik „Arizona inbegriffen“ vom 12. März bis 10. Mai 1980, Katalog anläßlich der Ausstellung „WP Eberhard Eggers bei Kühl 1980“, 1980
- Gruppe PlasMa: Wilhelm Beuermann, Ulrike Enders, János Nádasdy, Max Sauk, Rosemarie Würth, 1981
- Sigrid Kopfermann. Bilder aus vierzig Jahren. Zur Ausstellung des Kulturamtes der Landeshauptstadt Hannover in Zusammenarbeit mit der Galerie Kühl vom 4. bis 26. Juni 1983 in der Orangerie, Großer Garten in Hannover-Herrenhausen; Ausstellung der Stadt-Sparkasse Düsseldorf vom 30. August bis 23. September 1983; Ausstellung im Wilhelm-Morgner-Haus in Soest im November 1983, Hannover: Kulturamt, 1983
- WP Eberhard Eggers und die Fischerstrasse 9. Dokumentation und Werkverzeichnis, bearb. u. hrsg. von Heinz Vahlbruch, Galerie Christoph Kühl, Lamspringe: Quensen, 198, ISBN 3-922805-06-X; Inhaltsverzeichnis
- Johannes Kühl. Jubiläumsausstellung der Galerie Kühl. 25 Jahre in Hannover, zur Ausstellung vom 29. August bis 31. Oktober 1992